# كيربى
BMC كيربى هي مركبة مقاومة للألغام ومحمية من الكمائن تصنعها شركة تصنيع المركبات التجارية والعسكرية التركية BMC Otomotiv Sanayi ve Ticaret.

مركبة كيربى مشابهه لمركبة Navigator MRAP التي صممتها شركة Hatehof الإسرائيلية (الآن Carmor Integrated Vehicle Solutions)، تم الكشف عن كيربى لأول مرة للجمهور في معرض الدفاع والأمن Eurosatory الذي أقيم في باريس، فرنسا، في عام 2010.

تم تطوير وتصميم كيربى لتلبية متطلبات قيادة القوات البرية التركية.

## التصميم
تشبه كيربي شاحنة ثقيلة مزودة بحماية دروع. يضم الجزء الأمامي من السيارة المحرك، بينما يستوعب الجزء الأوسط الطاقم. تمتد حجرة القوات من المركز إلى الجزء الخلفي من الهيكل. مجهزة بمقاعد مقاومة للانفجار، وتتمتع السيارة بالقدرة على استيعاب ما يصل إلى 13 فردًا، بما في ذلك السائق والمدفعي والقائد.

يبلغ طول المنصة 7.35 متر وارتفاعها 3.2 متر وعرضها 2.64 متر.

يبلغ وزن الإصدار القياسي 18085 كغم، والوزن الإجمالي يبلغ 19710 كغم، وتحمل حمولة تبلغ 1625 كغم.

تتميز كيربي بكابينة مدرعة أحادية الجسم وأربعة نوافذ مقاومة للرصاص ومقاعد لتخفيف الصدمات.

تشمل الميزات الأخرى الزجاج الأمامي المدرع وفتحة الطوارئ لتمكين الركاب من الخروج من المنصة في حالة وقوع حادث.

## النسخ
- كيربي (4×4) I .

- كيربي (II (4×4 : تم تجهيز كيربي I وكيربي II بمعدات متخصصة، مثل نظام إطفاء الحريق الأوتوماتيكي، ونظام تتبع لتحديد موقع إطلاق النار أو نيران الأسلحة الأخرى، ونظام الحماية الكيميائية والبيولوجية والإشعاعية والنووية (CBRN).تم دمج ذراع روبوتية في النسخة المخصصة لتمكين الكشف عن المواد المتفجرة وإزالتها بأمان.

تشتمل أنظمة المهام على متن كيربي II على تاكوغراف وراديو ونظام معلومات السائق وأنظمة الرؤية ونظام تحديد المواقع والملاحة.

- كيربي (6×6): يبلغ طول هذه النسخة قرابة 7.92 مترًا ويمكن أن تستوعب 15 فردًا. تتميز السيارة بهيكل سفلي مصمم خصيصًا على شكل حرف V ، وتوفر قدرة حمولة تصل إلى 3500 كغم.

- كيربي (4×4) نسخة سيارة اسعاف: تحتفظ نسخة سيارة الإسعاف بالميزات التقنية العامة المدمجة في النسخ الأخرى للعائلة، مع دمج تصميم داخلي مخصص لأداء مهام سيارة الإسعاف.

## التدريع والتسليح
يمكن لعائلة كيربي توفير الحماية ضد القذائف الصاروخية rocket-propelled grenades.هيكل Kirpi المصمم على شكل حرف V مصنوع من دروع فولاذية ويمكنه إبعاد انفجارات الألغام بعيدًا عن المركبة.

توفر المركبة الحماية من الطلقات الخارقة للدروع والألغام والعبوات الناسفة وغيرها من التهديدات الباليستية حتى STANAG 4569 المستوى 3.

يمكن تسليح كيربي بمدفع رشاش 7.62 ملم أو 12.7 ملم. يمكن دمج نظام أسلحة يتم التحكم فيه عن بعد في المركبة.

المركبات مزودة برافعة ذاتية الاسترداد وقاذفات قنابل دخان وجهاز تشويش.

## المحرك والحركة
يتم تشغيل منصة كيربي بواسطة محرك الديزل Cummins ISL9E3 375 Euro-3 الذي يوفر طاقة قصوى تبلغ 375 حصانًا (275 كيلو واط). يترافق المحرك سداسي الأسطوانات مع نظام ناقل حركة أوتوماتيكي بالكامل من سلسلة Allison 3000 مزود بستة تروس أمامية وواحدة خلفية. تحتوي السيارة أيضًا على بطاريتين 12 فولت ومولد 155 أمبير.

تحتوي مركبة كيربي على إطارات 14.00-R20 قابلة للسير بدون هواء مزودة بنظام نفخ مركزي للإطارات لتحسين الأداء على الأسطح المختلفة.

تشمل الفرامل فرامل انتظار زنبركية تعمل بالهواء ونظام فرامل اختياري مانع للانغلاق (ABS).

يمكن أن تصل إلى سرعة قصوى تبلغ 105 كم / ساعة. أقصى مدى للمركبة 800 كم.

## الدول المشغلة
-  تركيا: حصلت BMC على عقد من قبل القوات البرية التركية لإنتاج وتسليم 468 مركبة كيربي في عام 2009.سلمت 293 مركبة حتى أنهت الحكومة التركية العقد في مايو 2013.

وقعت الحكومة التركية عقدًا مع BMC لشراء 529 مركبة مدرعة في أغسطس 2017. تضمن العقد كمية غير محددة من مركبات كيربي المقاومة للألغام.

-  تونس: أصبحت تونس أول عميل تصدير للمنصة عندما طلبت البلاد 100 عربة مصفحة في عام 2014.

-  قطر: في مارس 2018، تلقت BMC عقدًا لتزويد قطر بـ 50 مركبة.

-  تركمانستان

-  باكستان: في 2016 تم الإعلان عن بيع عدد غير محدد من عربات كيربي إلى باكستان.

-  ليبيا: سلمت تركيا اعداد غير محددة من هذه المركبة إلى حكومة الوفاق في طرابلس الليبية.